# Changement climatique dans l'Arctique

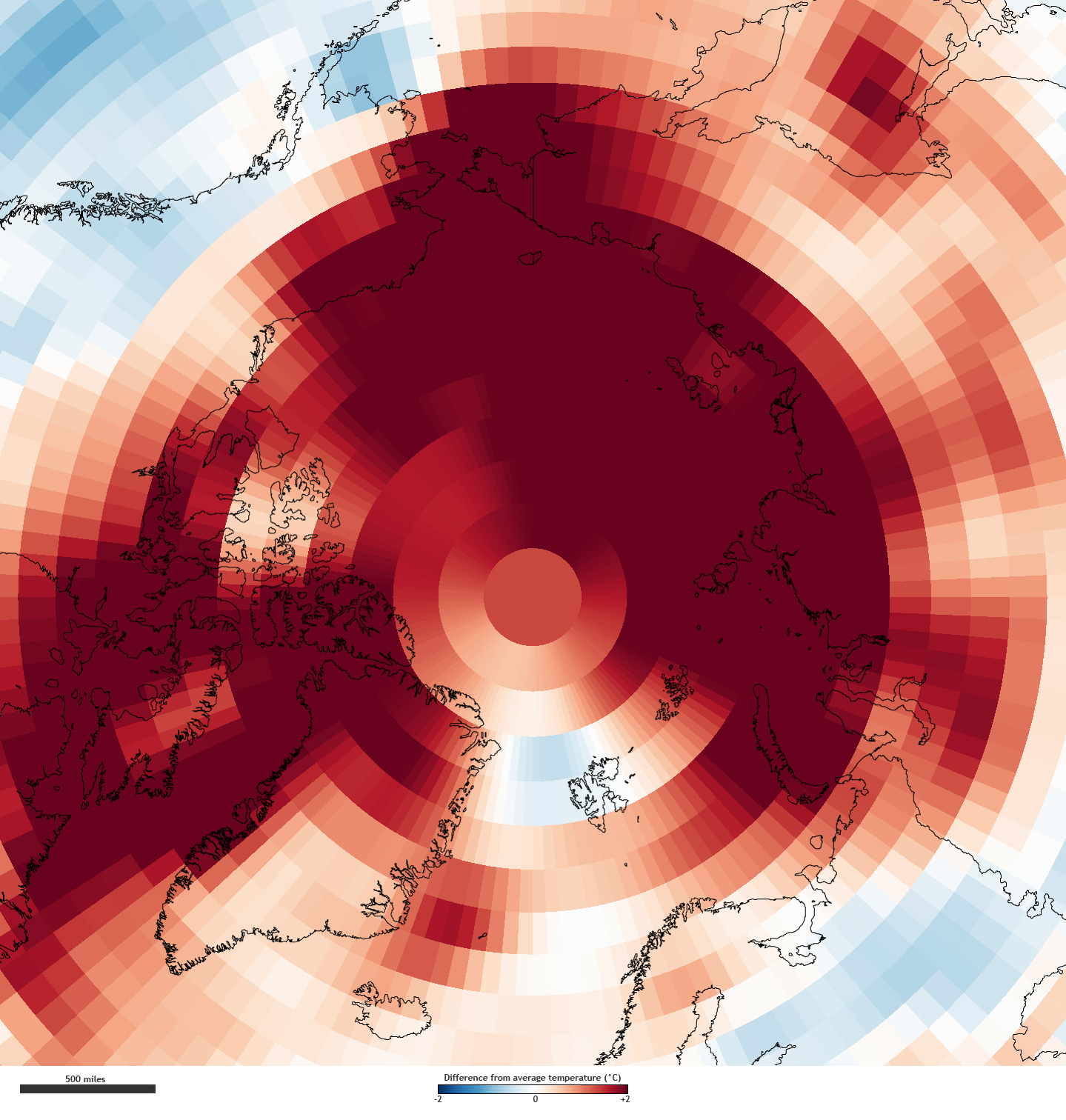
Carte montrant les zones où la températures de l'air (octobre 2010–septembre 2011) a été jusqu'à au-dessus (en rouge) ou en dessous (en bleu) de la moyenne de long terme (1981-2010).

Le réchauffement climatique dans l'Arctique, c'est-à-dire la hausse globale de la température dans la région située autour du pôle Nord, a pour conséquences la fonte de la banquise et de la calotte glaciaire du Groenland,,. 

## Données
En 2017, la température terrestre dans l'Arctique a surpassé de 1,6 °C la moyenne de la période 1981-2010, sans atteindre toutefois le niveau de 2016. L’étendue maximale de la glace en mer Arctique, au début du mois de mars, a été la plus faible depuis le début des observations satellitaires en 1980. Son étendue minimale, en septembre, était inférieure de 25 % à la moyenne de la période de référence.
Le 14 juillet 2019, la base canadienne d'Alert (point habité le plus au nord de la planète, à 817 km du pôle Nord) a battu son record absolu de température en atteignant 21,0 °C soit 1 °C de plus que le record précédent (8 juillet 1956). C'est la température la plus haute jamais relevée au-dessus du 80e parallèle nord.
En juin 2020, un nouveau record de chaleur est enregistré dans la ville russe de Verkhoïansk, située en Arctique : 38 °C. Cette température est confirmée le 14 décembre 2021 par l'Organisation météorologique mondiale (OMM) et est ainsi homologué par l'Organisation des Nations unies (ONU), qui évoque un nouveau « signal d'alarme sur le changement climatique ».
Selon un rapport de l’Agence atmosphérique et océanique américaine (NOAA) établi en 2023, cette même année détient le record de chaleur estivale enregistrée en Arctique , soit une moyenne de 6,4 °C.

## Effets

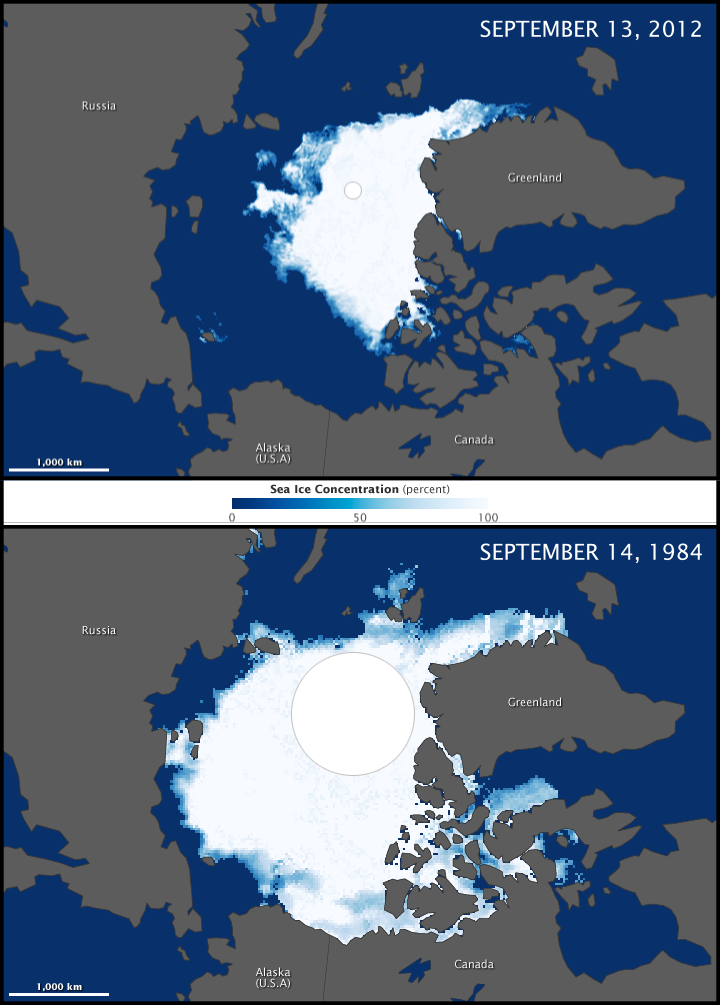
Les cartes ci-dessus comparent l'extension minimale des glaces de l'Arctique à partir de 2012 (en haut) et 1984 (en bas).

L'élévation des températures est plus importante au pôle Nord que sur le reste de la planète en raison de l'amplification polaire.

### Relargage du méthane
Le relargage du méthane de l'Arctique en particulier par le dégel du pergélisol et par le relargage d'hydrate de méthane, est également sujet de préoccupation. En raison de la réponse amplifiée de l'Arctique au réchauffement climatique, il est souvent considéré comme un indicateur avancé du réchauffement de la planète.

### Fonte de la banquise arctique
Selon le sixième rapport d'évaluation du GIEC, paru en 2023, la banquise arctique a atteint sa plus faible superficie depuis 1850 durant la période 2011-2020, avec une diminution de son emprise au mois de septembre de 40 % depuis 1979, et une superficie estivale la plus basse depuis au moins mille ans,,. Les cinq scénarios d'émissions futures de GES établis par le GIEC estiment que la banquise sera probablement quasiment inexistante au mois de septembre à au moins une reprise avant 2050 ; le niveau futur des émissions de GES déterminera cependant si la fonte se poursuivra ou se stabilisera dans la seconde moitié du siècle,,,.

### Fonte de l'inlandsis du Groenland
Le réchauffement climatique contribue à la fonte de l'inlandsis du Groenland,. Le sixième rapport d'évaluation du GIEC estime que sa fonte est « très probablement » due au réchauffement climatique,.

## Cause probable
Selon le troisième rapport d'évaluation du GIEC (le Groupe intergouvernemental d'experts sur le changement climatique) publié en 2001, « le réchauffement dans l'Arctique, comme indiqué par les températures maximales et minimales quotidiennes, a été aussi important que dans toute autre partie du monde ». [Passage à actualiser]
La période de 1995 à 2005 a été la décennie la plus chaude dans l'Arctique au moins depuis le XVIIe siècle, avec des températures de 2 °C au-dessus de la moyenne enregistrée entre 1951 et 1990. Certaines régions de l'Arctique ont connu une augmentation encore plus rapide : en Alaska et dans l'Ouest du Canada, la température s'est ainsi élevée de 3 à 4 °C. 
Ce réchauffement a été causé non seulement par la hausse des émissions de gaz à effet de serre, mais aussi par le dépôt de suies sur les glaces de l'Arctique qui en réduit l'albedo et accentue le transfert thermique vers le sol. 
Un article publié en 2013 dans la revue Geophysical Research Letters a montré que les températures dans la région n'ont jamais été aussi élevées qu'à la date de parution, et ce depuis au moins 44 000 voire 120 000 ans. Les auteurs concluent que « les gaz à effet de serre anthropique ont causé une augmentation régionale de la température sans précédent »,.